# رينيه مارتنز
رينيه مارتنز (بالفرنسية: René Martens)‏ ولد بتاريخ 27 مايو 1955 في بلجيكا، هو دراج بلجيكي سابق في صنف سباق الدراجات على الطريق.

## سجل النتائج

### سباقات أو مراحل فاز بها
- طواف فرنسا

## وصلات خارجية
- الموقع الرسمي

## روابط خارجية
- رينيه مارتنز على موقع أرشيف الدراجات (الإنجليزية)
- رينيه مارتنز على موقع إحصائيات الدراجات الإحترافية (الإنجليزية)
- رينيه مارتنز على موقع CycleBase (الإنجليزية)